# Davorin Kablar
Davorin Kablar (Brežice, 6 december 1977) is een Sloveens voetballer.

## Clubcarrière
Davorin Kablar speelde tussen 1999 en 2013 voor Hrvatski Dragovoljac, Croatia Sesvete, Närpes Kraft, Ried, IFK Mariehamn, Cerezo Osaka, LASK Linz en Pasching. Sinds 2014 speelt hij bij het Oostenrijkse FC Wels.